# Cristina Martín Vega
Cristina Martín Vega (Madrid, 1970) es una periodista española. Desde noviembre de 2016 es directora del Diario de Ibiza.

## Trayectoria
Nacida en Madrid pero muy vinculada a Ibiza desde niña. Se licenció en periodismo en la Facultad de Ciencias de la Información de la Universidad Complutense de Madrid. En 1995 empezó a trabajar como redactora en el Diario de Ibiza donde ha desarrollado toda su carrera profesional. Dos años después en 1997 fue nombrada jefa de sección de información local y en el 2000 ocupó el cargo de redactora jefa, puesto que ocupó durante 16 años. En 2015 asumió también la coordinación multiplataforma del diario. En noviembre de 2016 asumió la dirección del diario sustituyendo a Joan Serra Tur siendo la primera mujer al frente de este periódico centenario y convirtiéndose en una de las pocas mujeres al frente de un periódico en España. En 2016 fue considerada como una de las 500 mujeres más influyentes de España por la revista Yo Dona del diario El Mundo.

## Las mujeres como protagonistas

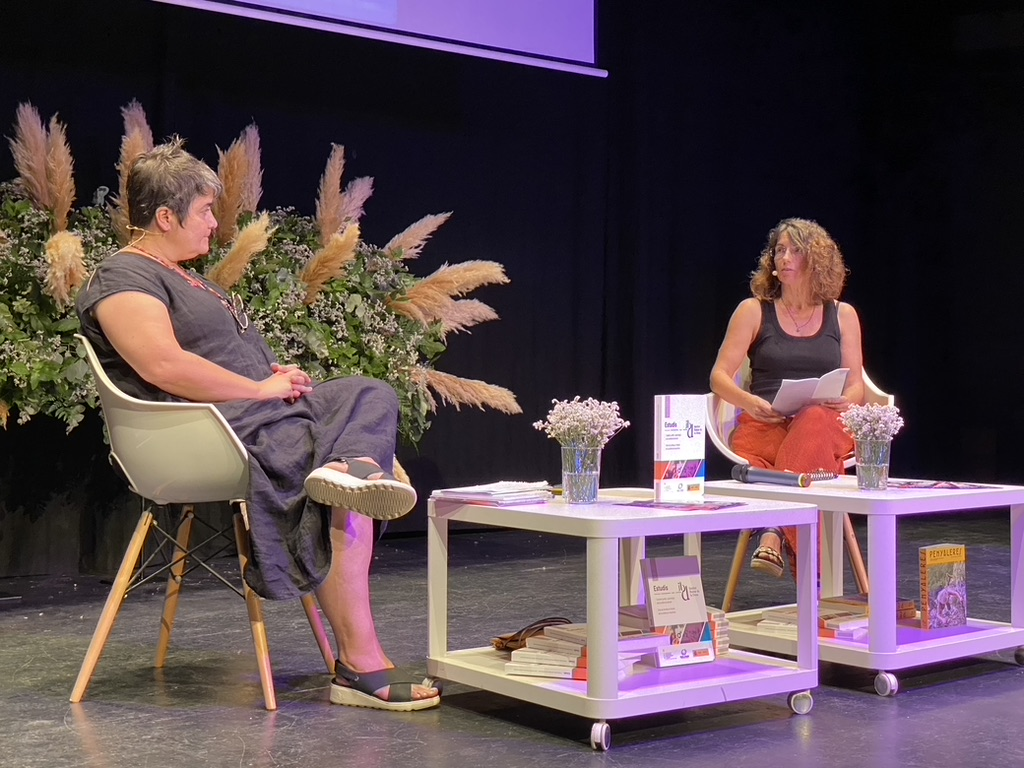
Cristina Martín Vega y Carmen Castro en las Aulas Feministas Ibiza y Formentera 2022

Desde la dirección del Diario de Ibiza Cristina Martín ha impulsado la presencia de mujeres en los espacios de opinión del periódico:  «La falta de mujeres en los lugares de toma de decisión es un grave lastre, porque falta su mirada y su perspectiva. En los medios, la mirada de los que deciden es fundamental, ya que marca a qué temas dedicas los escasos recursos que tienes y cómo se tratan. No es que exista una forma femenina de hacer las cosas o de mandar, porque la sensibilidad no entiende de género, y lamentablemente tampoco la misoginia, que está igual de extendida entre las mujeres que entre los hombres»
La periodista considera que denunciar la desigualdad de la mujer en la sociedad es uno de los deberes del periodismo actual que debe analizar las causas de esta desigualdad y hacerlas visibles. También reflejar a las mujeres en todos los temas y debates más allá de esta discriminación. “Los medios tenemos que ser conscientes de la imagen de la mujer que difundimos, pues puede contribuir a consolidar estereotipos y prejuicios o, por el contrario, a acabar con ellos”.